# 坎特纳
坎特纳（法語：Quintenas，法語發音：[kɛ̃tna]）是法国阿尔代什省的一个市镇，属于罗讷河畔图尔农区。

## 地理
坎特纳（45°11'20"N, 4°41'15"E）面积14 平方千米，位于法国奥弗涅-罗讷-阿尔卑斯大区阿尔代什省，该省份为法国东南部内陆省份，北起顺时针与卢瓦尔省、伊泽尔省、德龙省、沃克吕兹省、加尔省、洛泽尔省和上盧瓦爾省接壤。
与坎特纳接壤的市镇（或旧市镇、城区）包括：阿尔杜瓦、鲁瓦菲约、圣阿尔邦代、圣罗曼代、韦尔诺斯克-莱萨诺奈。

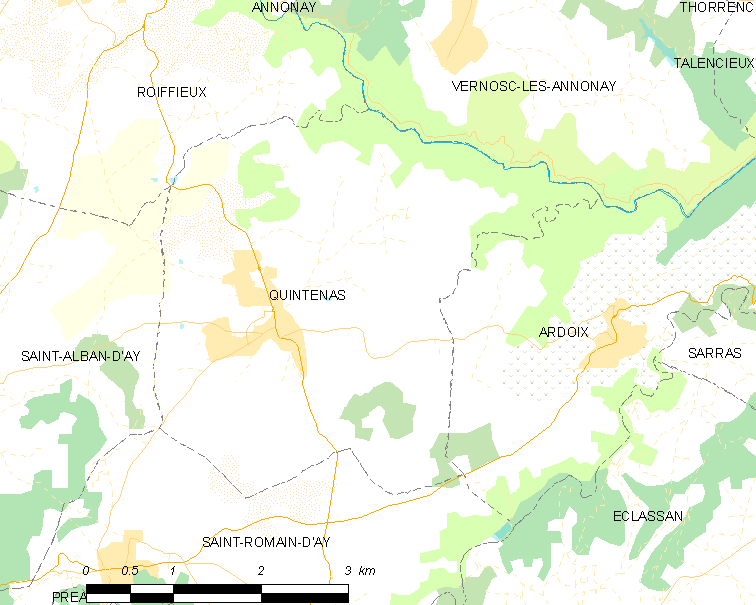
坎特纳的OSM定位图

坎特纳的时区为UTC+01:00、UTC+02:00（夏令时）。

## 行政
坎特纳的邮政编码为07290，INSEE市镇编码为07188。

## 政治
坎特纳所属的省级选区为上维瓦赖县。

## 人口

1962-2008年间坎特纳人口变化图示

坎特纳于2022年1月1日时的人口数量为1750人。